# Osama Faisal
Osama Faisal (Damieta, 1 de enero de 2001) es un futbolista egipcio que juega en la demarcación de delantero para el National Bank of Egypt SC de la Liga Premier de Egipto.

## Selección nacional
Tras jugar en las categorías inferiores de la selección, finalmente hizo su debut con la selección de fútbol de Egipto el 1 de diciembre de 2021 en un encuentro de la Copa Árabe de la FIFA 2021 contra Líbano que finalizó con un resultado de 1-0 a favor del combinado egipcio tras el gol de Mohamed Magdy.

## Clubes
| Club                      | País   | Año       | Partidos | Goles |
| ------------------------- | ------ | --------- | -------- | ----- |
| Zamalek SC                | Egipto | 2019-2021 | 25       | 3     |
| National Bank of Egypt SC | Egipto | 2021-     | 108      | 28    |